# Laxá í Kjós
De Laxá í Kjós is een rivier in het westen van IJsland. Vanuit het Stíflisdalsvatn stroomt de ongeveer 25 kilometer lange rivier door het Kjós district (gemeente Kjósarhreppur) om uiteindelijk in de Hvalfjörður uit te monden. Een paar kilometer na de oorsprong van de rivier ligt de Þórufoss waterval, een aantal kilometers verderop de Pokafoss en vlak voordat de rivier in de fjord stroomt liggen een paar lage watervallen (Laxfoss), waar het goed op zalm vissen is.
Laxá í Kjós betekent Zalmrivier in Kjós, en het Kjós district is een agrarisch gebied waar relatief veel koeien gehouden worden, iets wat op IJsland weinig voorkomt.

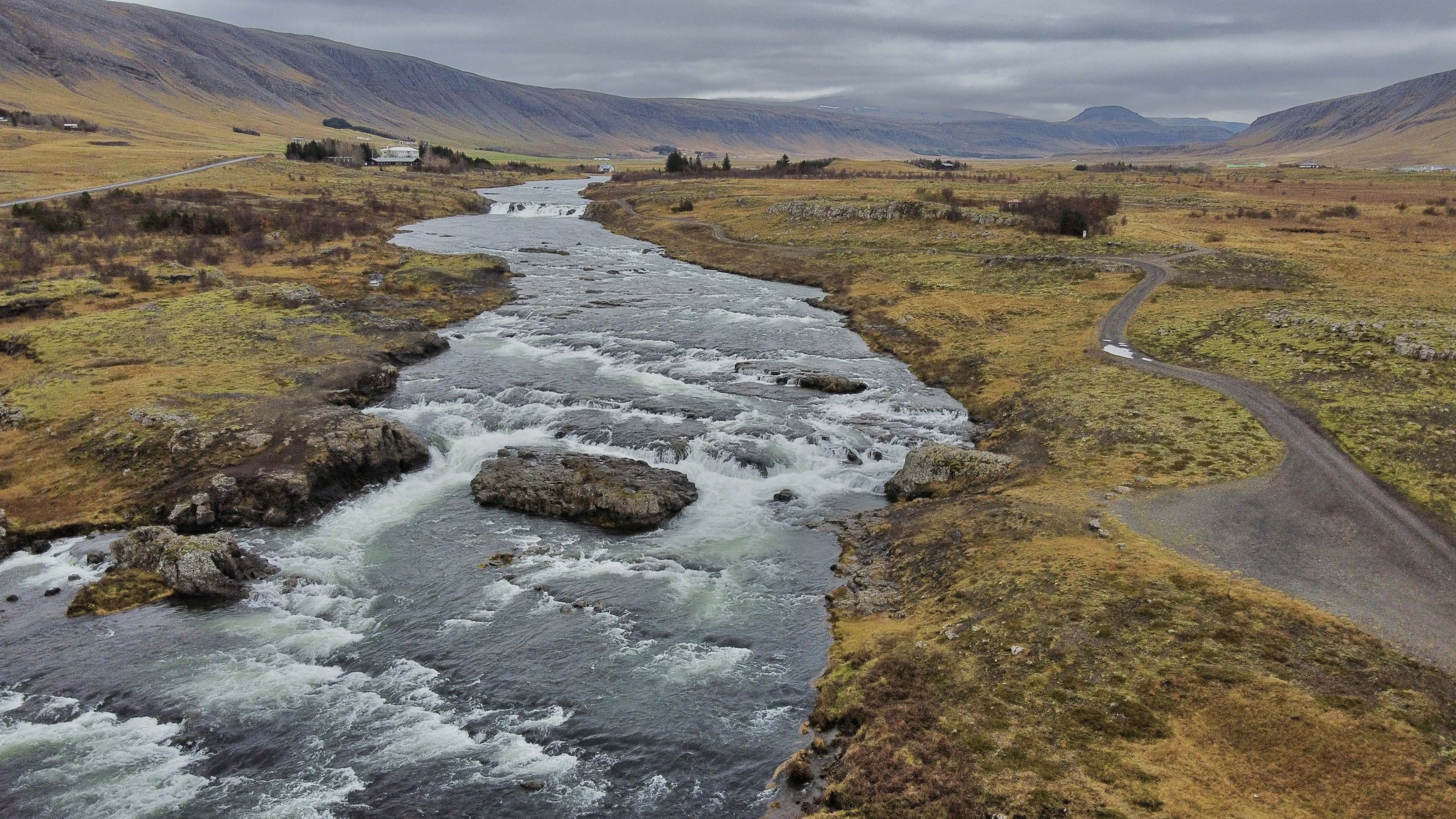
Stroomversnelling in de Laxá, vlak voor de monding
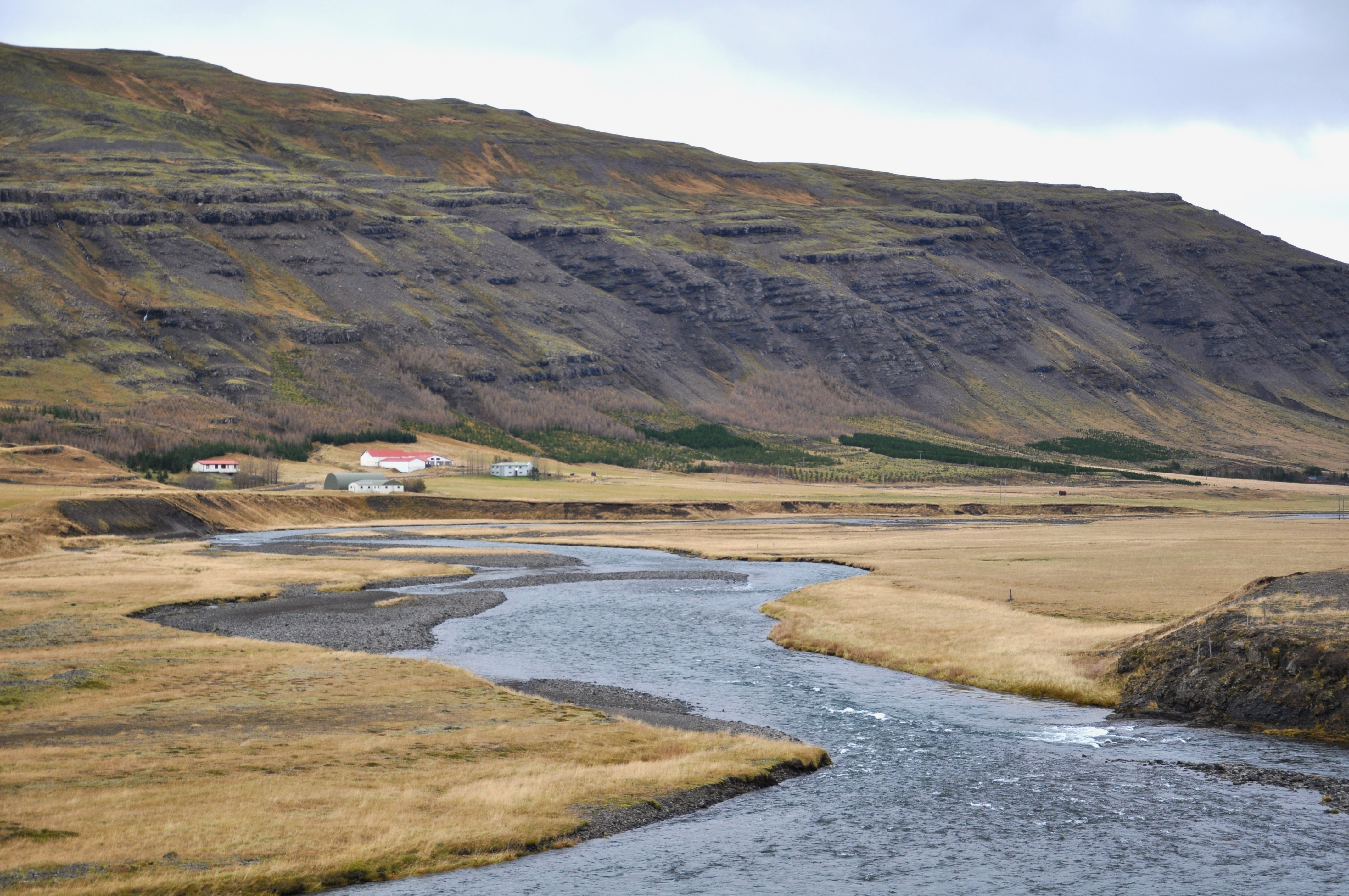
Boerderij Möðruvellir langs de Laxá.
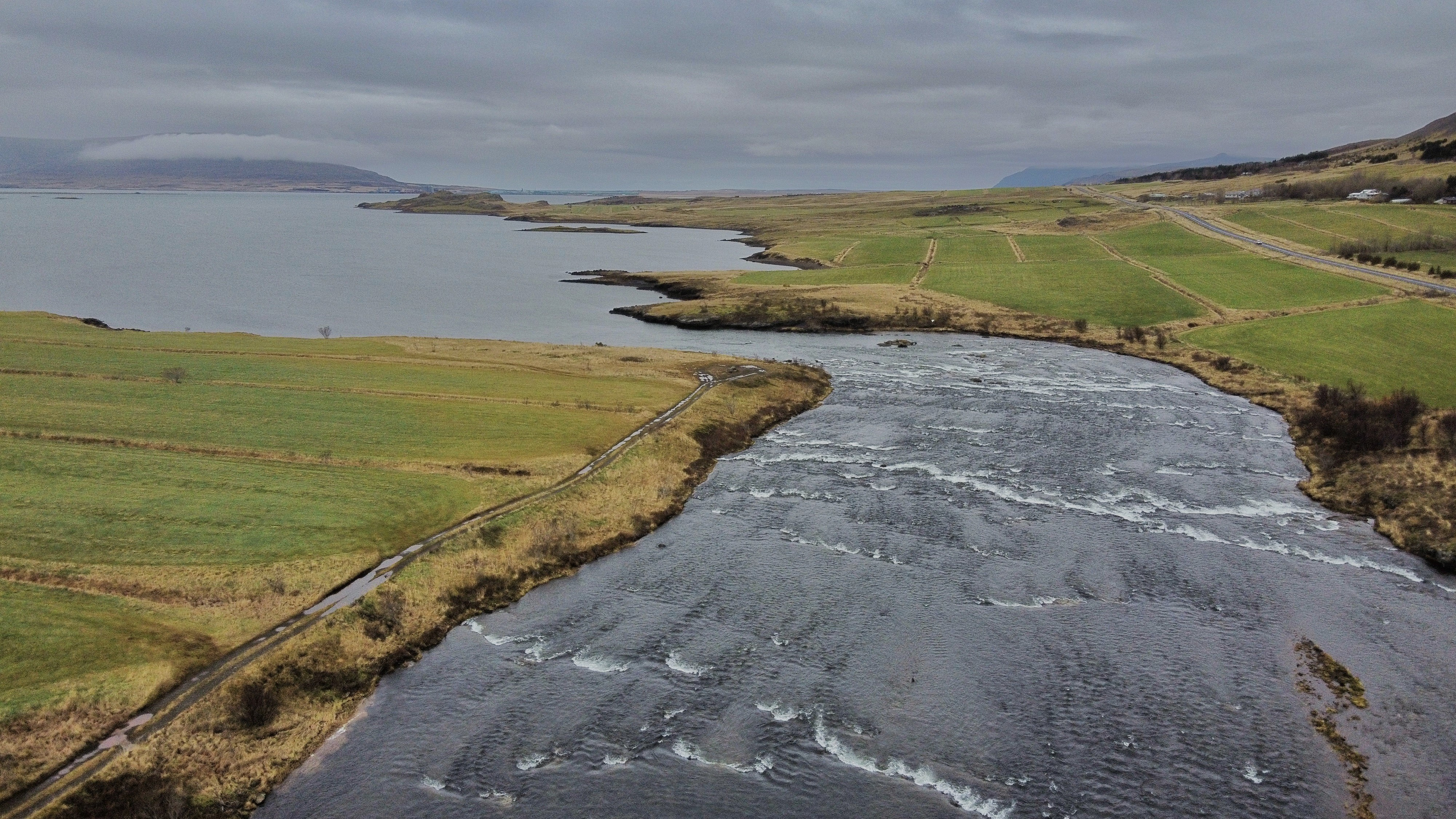
Monding van de Laxá in de Hvalfjörður